# 今日諸事大吉
《今日諸事大吉》（日語：本日は大安なり）為日本女作家辻村深月創作的日本小説。原作於2012年改編為同名連續劇。原作於2009年8月號至2010年8月號的「野性時代」（角川書店），全7回。小說於2011年2月25日出版，入圍第24回山本周五郎獎。
故事是以同一天於同一點舉辦的4場婚禮為視角，敘述4對新人及親友以及婚禮顧問們籌備婚禮的詳細經過。

## 初次連載[3]
- 第一部

第一章 鞠香與妃美佳（2009年8月號）
第二章 貴和子是我的真命天女（2009年10月號）
第三章 我是婚禮顧問（2009年12月號）
第四章 魔鏡啊，魔鏡（2010年2月號）
第五章 看我，妃美佳（2010年4月號）
- 第二部

大安吉日 前篇（2010年6月號）
大安吉日 後篇（2010年8月號）

## 故事概要[3]
在與新郎結婚當天進行互換身分大作戰的美人雙胞胎姊妹、自尊完全被龜毛新娘踐踏殆盡的婚禮顧問、與最要好的叔母進行毒殺計畫的小學生、希望在妻子不知情的狀況下中止與外遇對象的婚禮的男子…
大安吉日，4組新人的結婚典禮即將開始。

## 改編連續劇
改編連續劇於2012年1月10日至3月13日於NHK綜合頻道播出。本劇是優香是繼2000年於TBS播出的連續劇《20歲結婚》之後，睽違12年後再度擔任女主角的戲劇作品。本劇也是前AKB48團員大島麻衣的首部戲劇作品。

## 電視劇登場人物

### 阿爾瑪蒂飯店
- 山井多香子：優香

性格爽朗的熱血婚禮顧問。
- 杉浦薫子：淺野優子

30年經驗的資深婚禮顧問。非常了解多香子的個性。
- 岬恭介：鈴木亮平

婚禮顧問。以前輩的身分默默守護著多香子。
- 朝比奈留美：黑川智花

婚禮顧問。高中時代是推理研究社社員。
- 山本剛：石黑賢

婚禮會場負責人。

### 新郎、新娘家

#### 相馬家、加賀山家
- 加賀山妃美佳：谷村美月（新娘）
- 加賀山鞠香：谷村美月（妃美佳的雙胞胎姐姐）
- 相馬映一：福士誠治（新郎）
- 加賀山榮子：藤井佳代子（妃美佳與鞠香的母親）

#### 十倉家、大崎家
- 大崎玲奈：星野真里（新娘）
- 十倉純一：田中直樹（新郎）
- 川田真弓：平岩紙（玲奈的友人代表）
- 十倉和子：角替和枝（純一的母親）

#### 東家、白須家
- 白須真空：加藤清史郎（理惠的侄子）
- 白須理惠：霧島麗香（新娘）
- 東誠：渡部豪太（新郎）
- 美梨：佐佐木里緒（真空的堂妹）

#### 山田家、岩倉家
- 岩倉千波：佐津川愛美（新娘）
- 山田勇氣：山口翔悟（新郎）
- 竹内：波岡一喜（紘一郎的秘書）
- 岩倉紘一郎：大地康雄（千波的父親）
- 塚原愛：宮地眞理子

#### 鈴木家、三田家
- 鈴木陸雄：岡田義德（百合香的未婚夫，貴和子的丈夫）
- 三田百合香：大島麻衣（新娘）
- 三田真澄：大島蓉子（百合香的母親）
- 鈴木貴和子：白石美帆（陸雄的妻子）
- 瑞奇（三田家飼養的狗）

### 其他人物

#### 阿爾瑪蒂飯店
- 廚師：清水圭
- 幫忙著裝的人員：田熊靖子

#### 新郎、新娘家的相關人物
- 理惠的父親：大石吾朗
- 理惠的母親：茅島成美
- 阿誠的朋友：鳥居美雪
- 理惠的叔父：渡邊寛二

## 製作團隊
- 原作：辻村深月「今日諸事大吉」
- 劇本：西荻弓繪
- 音樂：井筒昭雄
- 旁白：淺野優子
- 導演：涉谷未來、河原瑶、岡嶋純一（Telepack）
- 製作統括：加賀田透（NHK軟體開發中心）、近見哲平（Telepack）
- 製作、出品：NHK、Telepack

## 主題曲
- BENI 「永遠」

## 播出日期
| 各集                                                   | 播出日期 | 標題                             | 導演     | 收視率 |
| ------------------------------------------------------ | -------- | -------------------------------- | -------- | ------ |
| 第1集                                                  | 1月10日  | 疑惑の結婚式場（疑惑的結婚場地） | 澀谷未來 | 3.3%   |
| 第2集                                                  | 1月17日  | 疑惑の花嫁（疑惑的新娘）         | 澀谷未來 | 4.8%   |
| 第3集                                                  | 1月24日  | 疑惑の父（疑惑的父親）           | 澀谷未來 | 6.5%   |
| 第4集                                                  | 1月31日  | 疑惑のヒロイン（疑惑的女主角）   | 澀谷未來 | 3.9%   |
| 第5集                                                  | 2月7日   | 疑惑の双子（疑惑的雙胞胎）       | 河原瑶   | 4.2%   |
| 第6集                                                  | 2月14日  | 疑惑の白雪姫（疑惑的白雪公主）   | 岡嶋純一 | 4.0%   |
| 第7集                                                  | 2月21日  | 疑惑の清掃係（疑惑的清潔人員）   | 河原瑶   | 3.8%   |
| 第8集                                                  | 2月28日  | 疑惑の重婚男（疑惑的重婚男子）   | 岡嶋純一 | 3.6%   |
| 第9集                                                  | 3月6日   | 疑惑の非常ベル（疑惑的警報鈴聲） | 澀谷未來 | 3.3%   |
| 完結篇                                                 | 3月13日  | 花嫁が8人（新娘有8個人）         | 澀谷未來 | 3.9%   |
| 平均收視率4.1%（收視率由Video Research於關東地區統計） |          |                                  |          |        |

## 資料來源
1. ↑  .   [2015-02-08]. （原始内容存档于2016-05-27）.
2. ↑  小説野性時代,  92, 角川書店: 40–43, 2011-07, ISBN 9784047221420
3. 1 2  .   [2015-02-08]. （原始内容存档于2015-02-08）.
4. ↑  . NHK. 2011-10-08  [2011-10-09]. （原始内容存档于2020-06-03）.
5. ↑  . スポーツ報知. 2011-10-08  [2011-10-09]. （原始内容存档于2011-10-09）.

## 外部連結
- 今日諸事大吉－NHK官方網站